# Yuya Yoshida
Yuya Yoshida –en japonés, 吉田 優也, Yoshida Yuya– (Tokio, 28 de abril de 1989) es un deportista japonés que compite en judo. Ganó una medalla de oro en los Juegos Asiáticos de 2014, y una medalla de bronce en el Campeonato Asiático de Judo de 2012.

## Palmarés internacional
| Juegos Asiáticos    | Juegos Asiáticos        | Juegos Asiáticos  | Juegos Asiáticos |
| Año                 | Lugar                   | Medalla           | Categoría        |
| ------------------- | ----------------------- | ----------------- | ---------------- |
| 2014                | Incheon (Corea del Sur) | Medalla de oro    | –90 kg           |
| Campeonato Asiático |                         |                   |                  |
| Año                 | Lugar                   | Medalla           | Categoría        |
| 2012                | Taskent (Uzbekistán)    | Medalla de bronce | –90 kg           |